# Agusan (fiume)
Il fiume Agusan si trova nell'isola di Mindanao nelle Filippine. Il fiume sale ad est di Tagum nel Davao del Norte e scorre a nord per 400 chilometri attraverso le province di Agusan del Sur e Agusan del Norte. Entra nel Mare di Bohol a Butuan. È il maggior fiume di Mindanao, è navigabile per 260 km.